# محوطه کل باشی مریان ۲
محوطه کل باشی مریان ۲ در شهرستان طوالش، بخش مرکزی، روستای مریان واقع شده و این اثر در تاریخ ۲۷ بهمن ۱۳۸۲ با شمارهٔ ثبت ۱۱۰۰۵ به‌عنوان یکی از آثار ملی ایران به ثبت رسیده است.